# Martin Amerhauser
Martin Amerhauser est un footballeur autrichien né le 23 juillet 1974 à Salzbourg, qui évoluait au poste de milieu de terrain au Grazer AK et en équipe d'Autriche.
Amerhauser a marqué trois buts lors de ses douze sélections avec l'équipe d'Autriche entre 1998 et 2005.

## Carrière
- 1993-1994 : SV Austria Salzbourg
- 1995-1996 : Grazer AK
- 1996-1999 : SV Austria Salzbourg
- 1999-2009 : Grazer AK

## Palmarès

### En équipe nationale
- 12 sélections et 3 buts avec l'équipe d'Autriche entre 1998 et 2005.

### Avec l'Austria Salzbourg
- Finaliste de la Coupe UEFA en 1994.
- Vainqueur du Championnat d'Autriche de football en 1994.

### Avec le Grazer AK
- Vainqueur du Championnat d'Autriche de football en 1997 et 2004.
- Vainqueur de la Coupe d'Autriche de football en 2000, 2002 et 2004.